# 温井総貞
温井 総貞（ぬくい ふささだ）は、戦国時代の武将。能登畠山氏の家臣。剃髪後の温井紹春でも知られる。畠山七人衆の筆頭。能登国天堂城主。

## 生涯
藤原北家利仁流の温井氏は能登の国人で、現在の輪島を領していた。
畠山義総・義続・義綱3代にわたり仕えた（最初の主君・義総からは偏諱（「総」の字）を与えられた）。文芸に深く義総の寵愛を受け家中の筆頭重臣となった。天文3年（1534年）に兵庫助、天文14年（1545年）に備中守を称す。義続・義綱の時代になると専横に振る舞うようになり、畠山七人衆の筆頭となった頃には、遊佐氏の当主・遊佐続光を蹴落とし、権勢をほしいままにした。
弘治元年（1555年）、大名の地位回復を目指す主君・義綱と、その近臣・飯川義宗の謀略により暗殺された。